# Rue Frans Binjé
La rue Frans Binjé (en néerlandais : Frans Binjéstraat) est une rue bruxelloise de la commune de Schaerbeek qui commence place des Bienfaiteurs et qui se termine au carrefour de l'avenue Général Eisenhower et de la rue Josse Impens.

## Histoire et description
La rue se situe dans le quartier dit de la Vallée Josaphat, dont le plan de voiries dressé par l'ingénieur communal des Travaux Octave Houssa est approuvé par l'arrêté royal du 10.02.1902 puis définitivement par celui du 21.04.1906, en même temps que ceux des trois autres nouveaux quartiers de Schaerbeek – Monrose, de Linthout et Monplaisir-Helmet.
Sa dénomination, attribuée en séance du Conseil communal du 16.03.1906, honore la mémoire du peintre belge François Binjé (1835-1900) qui habita à Schaerbeek, rue de la Consolation 152.
La numérotation des habitations va de 1 à 37 pour le côté impair et de 2 à 40 pour le côté pair.
Les travaux d'aménagement de la rue ne furent menés qu'en 1910-1911, alors que celle-ci était déjà très largement bâtie. La grande majorité des constructions, des maisons de style éclectique, parfois d'inspirationBeaux-Arts, fut en effet édifiée de 1908 à 1911. C'est le cas de tout le côté impair de la rue, ainsi que des nos20 à 26-28 (voir ces numéros), qui forment deux enfilades particulièrement cohérentes. Côté pair, quelques bâtiments remontent à l'entre-deux-guerres: une maison Beaux-Arts de 1922 (voir n°10), un petit immeuble de rapport Art Déco de 1928 (voir n°18), ainsi qu'un ensemble de six maisons formant l'angle avec la rue Josse Impens, par l'architecte L. Serrure en 1923 (n°30 à 34 rue Frans Binjé et 94 à 98 rue Josse Impens). Certains architectes ont conçu plusieurs immeubles dans l'artère. C'est le cas de Louis Kuypers, avec cinq maisons (n°7, 15, 17 et voir n°9, 11), ou de Jean Gustenhoven, qui en signe quatre (voir n°14, 18a-18b, 20).

## Adresse notable
- no 25 : Karma Production

## Voies d'accès
- arrêt Bienfaiteurs du tram 25 (STIB)
- terminus Bienfaiteurs du tram 62 (STIB)
- arrêt Bienfaiteurs du bus 65 (STIB)